# Canapè (arredamento)

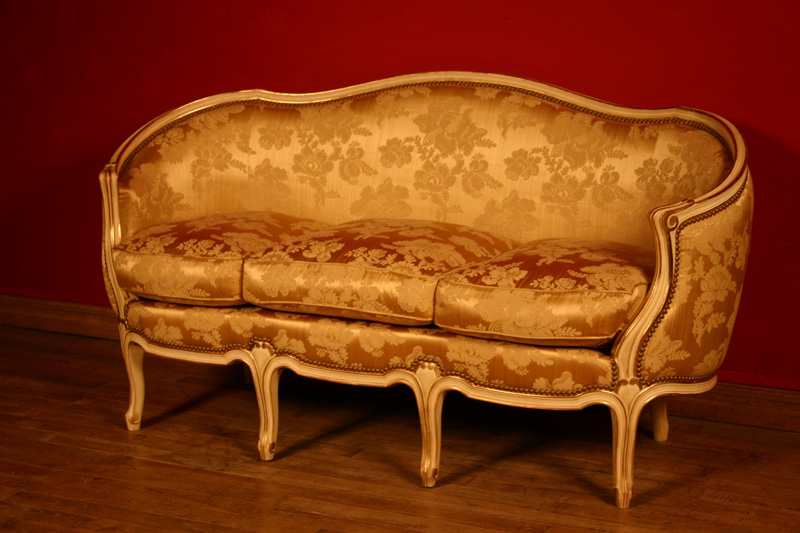
Canapè in stile Luigi XV.

Il canapè (dal francese canapé e dal latino medievale canapeum, alterazione del class. conopēum, conopeo) è un divano imbottito a più posti, fornito di braccioli e spalliera, usato per lo più come mobile da salotto. Può essere realizzato con diversi materiali, ma nella sua struttura classica è per lo più composto da legno rinforzato da molle, imbottito di stoppa di canapa o lino e foderato in velluto od altre stoffe.

## Nomi
In Francia generalmente canapé è sinonimo di sofà. 
In dialetto romagnolo invece con il termine canapé si può indicare un letto singolo.